# Haljinići
Haljinići är en ort i Bosnien och Hercegovina.   Den ligger i entiteten Federationen Bosnien och Hercegovina, i den centrala delen av landet, 30 km nordväst om huvudstaden Sarajevo. Haljinići ligger 438 meter över havet och antalet invånare är 269.
Terrängen runt Haljinići är huvudsakligen kuperad. Haljinići ligger nere i en dal.Närmaste större samhälle är Visoko, 12,3 km söder om Haljinići. 
Omgivningarna runt Haljinići är en mosaik av jordbruksmark och naturlig växtlighet. Runt Haljinići är det ganska tätbefolkat, med 93 invånare per kvadratkilometer.